# 力士 (相扑)

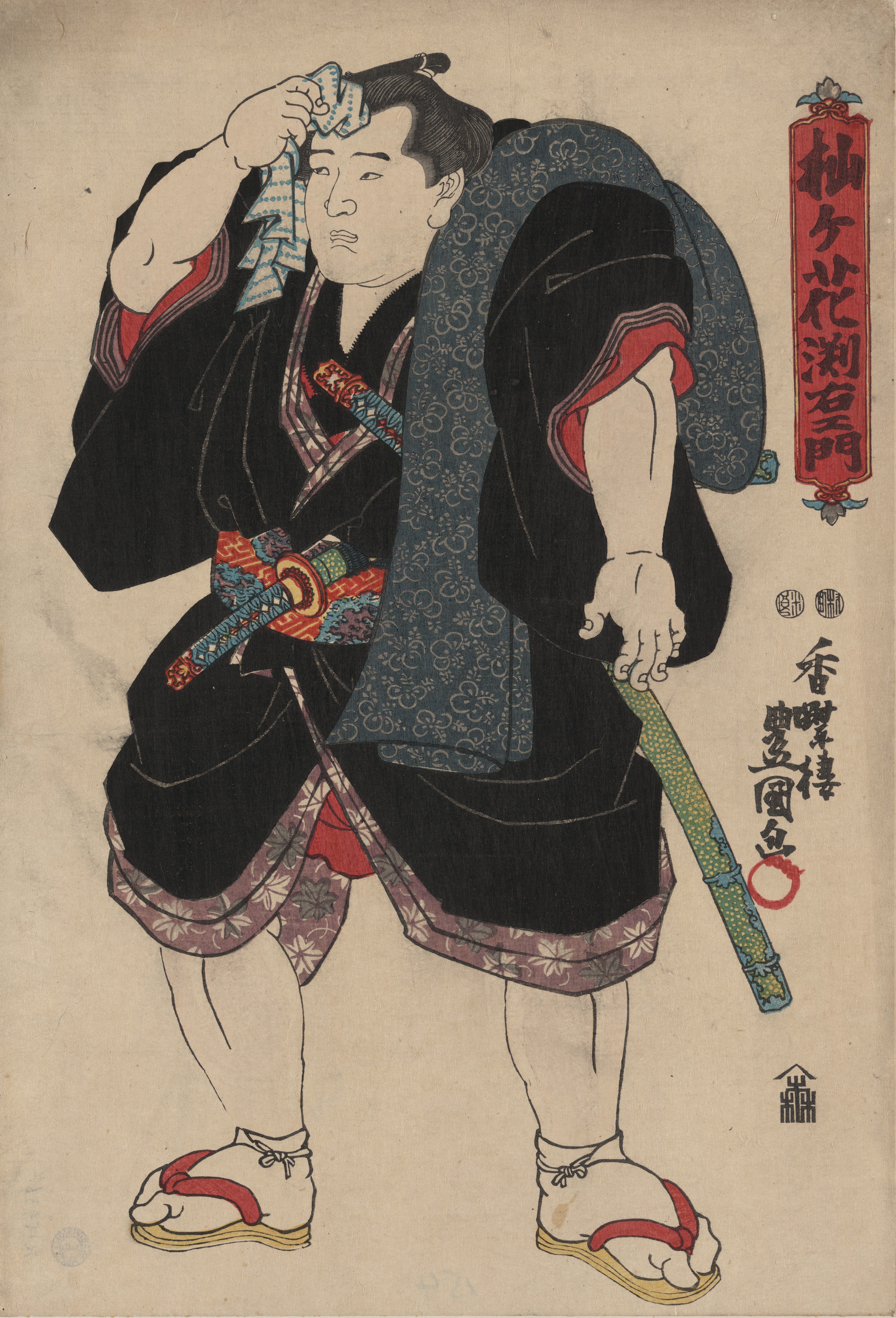
力士與武士一樣有佩刀的權利

力士，又稱相撲取是從事相撲運動的人，狹義來說是指有所屬的相撲部屋、並取得四股名、得以參加大相撲的人士。
现在的外國力士多数来自蒙古，最重的相撲力士是布里亞特人大露羅敏。
在1827年，江戶幕府規定受大名和旗本收用的力士是武士，其他一概視同浪人。

## 體型
依據2013年12月慶應義塾大學運動醫學研究中心對當時25名幕內力士進行的調查，力士的平均身高186.3公分，平均體重161.2公斤，平均體脂肪率為32.5%，平均體脂肪量52.9公斤，淨平均體重108.3公斤；與入門時相比，到達幕內級別時，變化小的重了20公斤，變化大的重了50－70公斤。